# Elodina

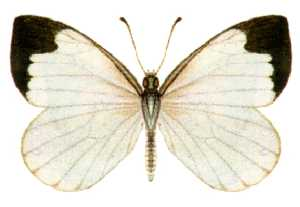
Elodina angulipennis

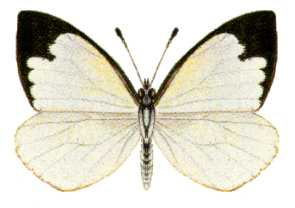
Elodina padusa

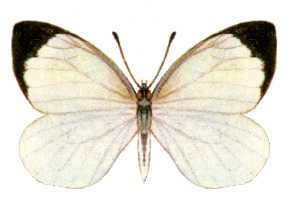
Elodina perdita

Elodina – rodzaj motyli z rodziny bielinkowatych i podrodziny Pierinae, jedyny z monotypowego plemienia Elodinini. Obejmuje 29 opisanych gatunków. Występują od Indonezji po Australię i Nową Kaledonię.

## Morfologia
Motyle te mają skrzydła przednie z pierwszą gałęzią żyłki radialnej wyrastającą z komórki dyskalnej, a jej gałęzią trzecią całkowicie zlaną z dwiema następnymi, dając żyłkę R3+4+5. Pierwsza gałąź żyłki medialnej osadzona jest na trzonku na żyłce R3+4+5 mniej więcej w ⅓ odległości od końca komórki dyskalnej do wierzchołka. Druga gałąź żyłki radialnej wyrasta na trzonku z żyłki R3+4+5+M1 lub z górnego kąta komórki dyskalnej. Druga gałąź żyłki medialnej wyrasta z komórki dyskalnej. Żyłka poprzeczna dyskocellularna niższa jest bardzo długa i zakrzywiona. Użyłkownie skrzydła tylnego cechuje się długą i prostą, niemal dochodzącą do krawędzi skrzydła, czasem nieco na szczycie rozwidloną żyłką barkową, bardzo krótką żyłką dyskocellularną wyższą, krótką żyłką dyskocellularną środkową i trzykrotnie dłuższą od niej, silnie zakrzywioną żyłką dyskocellularną niższą. Genitalia samca cechują się niezmodyfikowaną, nieuzbrojoną, zaokrągloną walwą, bardzo małą jukstą, krótkim i grubym, zaopatrzonym w parę nasadowo osadzonych wyrostków grzbietowych unkusem, wyposażonym w wyrostek stawowy tegumenem, dłuższym od niego i smukłym sakusem oraz smukłym i u podstawy nabrzmiałym, niemal dwukrotnie dłuższym niż unkus i tegumen razem wzięte fallusem.

## Ekologia i występowanie
Gąsienice są monofagicznymi fitofagami związanymi pokarmowo z kaparami. Osobniki dorosłe odżywiają się nektarem.
Rodzaj rozprzestrzeniony na południu krainy orientalnej i zachodzie krainy australijskiej, od Jawy i Celebesu po Australię i Nową Kaledonię. W Australii reprezentowany jest przez 8 gatunków, wszystkie endemiczne, z których najszerszy zasięg ma wykazujący tendencję do migracji E. padusa. Najliczniejszą faunę spośród stanów Australii ma Queensland, gdzie stwierdzono 7 gatunków.

## Taksonomia
Takson ten wprowadzony został w 1865 roku przez Cajetana Freiherra von Feldera i Rudolfa Feldera wraz z gatunkiem typowym, E. therasia. W 2014 roku Niklas Wahlberg i współpracownicy na podstawie wyników molekularnej analizy filogenetycznej umieścili go w monotypowym plemieniu Elodinini w obrębie podrodziny Pierinae. Plemię to znalazło się na kladogramie w nierozwikłanej politomii z trzema innymi kladami, z których jeden obejmuje plemiona Leptosiaini i Nepheroniini, drugi plemiona Teracolini i Anthocharidini, a trzeci stanowi plemię Pierini. Na trudność we wskazaniu miejsca tego rodzaju na drzewie rodowym bielinkowatych i prawdopodobne tworzenie przezeń osobnej linii ewolucyjnej wskazywał już w 1933 roku Alexander Barrett Klots.
Do rodzaju tego zalicza się 29 opisanych gatunków:

- Elodina andropis Butler, 1876
- Elodina angulipennis (Lucas, 1852)
- Elodina anticyra (Fruhstorfer, 1910)
- Elodina argypheus Grose-Smith, 1890
- Elodina aruensis Joicey et Talbot, 1922
- Elodina biaka  Joicey et Noakes, 1915
- Elodina claudia De Baar et Hancock, 1993
- Elodina denita Joicey et Talbot, 1916
- Elodina dispar Röber, 1887
- Elodina effeminata (Fruhstorfer, 1910)
- Elodina egnatia Godart
- Elodina hypatia (C. Felder et R. Felder, 1865)
- Elodina invisiblis Fruhstorfer
- Elodina leefmansi Kalis, 1933
- Elodina namatia Fruhstorfer, 1910
- Elodina padusa (Hewitson, 1853)
- Elodina parthia (Hewitson, 1853)
- Elodina perdita Miskin, 1889
- Elodina primularis Butler, 1882
- Elodina pseudanops Butler, 1882
- Elodina pura Grose-Smith, 1895
- Elodina queenslandica De Baar et Hancock, 1993
- Elodina signata Wallace, 1867
- Elodina sota Eliot, 1956
- Elodina therasia C. Felder et R. Felder, 1865
- Elodina tongura Tindale, 1923
- Elodina umbratica Grose-Smith, 1889
- Elodina velleda Felder
- Elodina walkeri  Butler, 1898